# Prvenstvo NS BiH 1994./95.
Prvo prvenstvo koje je organizirao Nogometni savez Bosne i Hecegovine je igrano u proljeće 1995. godine. 
 Prethodno su u nekim dijelovima BiH igrane kvalifikacijske lige iz kojih su se pojedini klubovi plasirali u na prvenstvo u kojem su sudjelovala 22 kluba, a igrano je kroz turnire u tri faze. 
 Prvenstvo je sovojila momčad Čelika iz Zenice.

## Sudionici
| - Budućnost - Banovići - Rudar - Breza - Iskra - Bugojno - Turbina - Jablanica - Rudar - Kakanj - Lukavac - Lukavac - Natron - Maglaj - Velež - Mostar - Olimpik - Sarajevo - Sarajevo - Sarajevo - Vrbanjuša - Sarajevo | - Željezničar - Sarajevo - Gradina - Srebrenik - Travnik - Travnik - Sloboda - Tuzla - Zmaj od Bosne - Tuzla - Bosna - Visoko - Čelik - Zenica - Rudar - Zenica - ZSK - Zenica - Usora - Žabljak - Žepče - Slaven - Živinice |

## Ljestvice i rezultati

### Prvi dio
| Grupa "Sarajevo" | Grupa "Sarajevo" | Grupa "Sarajevo" | Grupa "Sarajevo" | Grupa "Sarajevo" | Grupa "Sarajevo" | Grupa "Sarajevo" | Grupa "Sarajevo" | Grupa "Sarajevo" |
| mj.              | klub             | ut.              | pob.             | ner.             | por.             | gol+             | gol-             | bod              |
| ---------------- | ---------------- | ---------------- | ---------------- | ---------------- | ---------------- | ---------------- | ---------------- | ---------------- |
| 1.               | Zmaj od Bosne    | 5                | 4                | 1                | 0                | 11               | 1                | 13               |
| 2.               | Željezničar      | 5                | 4                | 0                | 1                | 9                | 5                | 12               |
| 3.               | Rudar Breza      | 5                | 3                | 0                | 2                | 13               | 6                | 9                |
| 4.               | Budućnost        | 5                | 1                | 2                | 2                | 4                | 9                | 5                |
| 5.               | Usora            | 5                | 1                | 1                | 3                | 7                | 12               | 4                |
| 6.               | ZSK Zenica       | 5                | 0                | 0                | 5                | 3                | 14               | 0                |

| Grupa "Jablanica" | Grupa "Jablanica" | Grupa "Jablanica" | Grupa "Jablanica" | Grupa "Jablanica" | Grupa "Jablanica" | Grupa "Jablanica" | Grupa "Jablanica" | Grupa "Jablanica" |
| mj.               | klub              | ut.               | pob.              | ner.              | por.              | gol+              | gol-              | bod               |
| ----------------- | ----------------- | ----------------- | ----------------- | ----------------- | ----------------- | ----------------- | ----------------- | ----------------- |
| 1.                | Sarajevo          | 5                 | 5                 | 0                 | 0                 | 18                | 1                 | 15                |
| 2.                | Bosna             | 5                 | 2                 | 2                 | 1                 | 6                 | 4                 | 8                 |
| 3.                | Lukavac           | 5                 | 2                 | 1                 | 2                 | 5                 | 5                 | 7                 |
| 4.                | Vrbanjuša         | 5                 | 1                 | 1                 | 3                 | 2                 | 4                 | 4                 |
| 5.                | Rudar Kakanj      | 5                 | 1                 | 1                 | 3                 | 2                 | 9                 | 4                 |
| 6.                | Iskra Bugojno     | 5                 | 1                 | 1                 | 3                 | 4                 | 14                | 4                 |

| Grupa "Tuzla" | Grupa "Tuzla" | Grupa "Tuzla" | Grupa "Tuzla" | Grupa "Tuzla" | Grupa "Tuzla" | Grupa "Tuzla" | Grupa "Tuzla" | Grupa "Tuzla" |
| mj.           | klub          | ut.           | pob.          | ner.          | por.          | gol+          | gol-          | bod           |
| ------------- | ------------- | ------------- | ------------- | ------------- | ------------- | ------------- | ------------- | ------------- |
| 1.            | Sloboda       | 5             | 4             | 0             | 1             | 19            | 5             | 12            |
| 2.            | Gradina       | 5             | 3             | 1             | 1             | 16            | 8             | 10            |
| 3.            | Olimpik       | 4             | 2             | 1             | 1             | 5             | 7             | 7             |
| 4.            | Natron        | 4             | 2             | 0             | 2             | 7             | 10            | 6             |
| 5.            | Travnik       | 5             | 0             | 1             | 4             | 10            | 22            | 4             |
| 6.            | Turbina       | 5             | 0             | 1             | 4             | 4             | 9             | 1             |

| Grupa "Zenica" | Grupa "Zenica" | Grupa "Zenica" | Grupa "Zenica" | Grupa "Zenica" | Grupa "Zenica" | Grupa "Zenica" | Grupa "Zenica" | Grupa "Zenica" |
| mj.            | klub           | ut.            | pob.           | ner.           | por.           | gol+           | gol-           | bod            |
| -------------- | -------------- | -------------- | -------------- | -------------- | -------------- | -------------- | -------------- | -------------- |
| 1.             | Čelik          | 3              | 3              | 0              | 0              | 13             | 3              | 9              |
| 2.             | Slaven         | 3              | 1              | 1              | 1              | 4              | 3              | 4              |
| 3.             | Rudar Zenica   | 3              | 1              | 1              | 1              | 2              | 4              | 4              |
| 4.             | Velež          | 3              | 0              | 0              | 3              | 2              | 11             | 0              |

### Četvrtzavršnica
Igrano u Zenici.
| klub1       | - | klub2         | rez. |
| ----------- | - | ------------- | ---- |
| Sarajevo    | - | Slaven        | 3:0  |
| Čelik       | - | Gradina       | 1:0  |
| Sloboda     | - | Bosna         | 1:2  |
| Željezničar | - | Zmaj od Bosne | 4:2  |

### Završni turnir
Igrano u Zenici.
| mj. | klub        | ut. | pob. | ner. | por. | gol+ | gol- | bod |
| --- | ----------- | --- | ---- | ---- | ---- | ---- | ---- | --- |
| 1.  | Čelik       | 3   | 3    | 0    | 0    | 7    | 3    | 9   |
| 2.  | Sarajevo    | 3   | 1    | 1    | 1    | 3    | 4    | 4   |
| 3.  | Bosna       | 3   | 1    | 0    | 2    | 2    | 3    | 3   |
| 4.  | Željezničar | 3   | 0    | 1    | 2    | 4    | 6    | 1   |